# Besdryk
Besdryk (ukrainisch Бездрик; russisch Бездрик Besdrik) ist ein Dorf im Osten der ukrainischen Oblast Sumy mit etwa 1600 Einwohnern.
Das Dorf wurde 1677 zum ersten Mal schriftlich erwähnt und liegt nordöstlich der ukrainischen Nationalstraße N 12, 12 Kilometer östlich der Rajons- und Oblasthauptstadt Sumy.

## Verwaltungsgliederung
Am 5. September 2016 wurde das Dorf zum Zentrum der neugegründeten Landgemeinde Besdryk (Бездрицька сільська громада/Besdryzka silska hromada). Zu dieser zählen auch die 3 in der untenstehenden Tabelle aufgelisteten Dörfer, bis dahin bildete es die gleichnamige Landratsgemeinde Besdryk (Бездрицька сільська рада/Besdryzka silska rada) im Osten des Rajons Sumy.
Folgende Orte sind neben dem Hauptort Besdryk Teil der Gemeinde:
| Name                     | Name            | Name                                    |
| ukrainisch transkribiert | ukrainisch      | russisch                                |
| ------------------------ | --------------- | --------------------------------------- |
| Sazarne                  | Зацарне         | Зацарное (Sazarnoje)                    |
| Tokari                   | Токарі          | Токари                                  |
| Tscherwona Dibrowa       | Червона Діброва | Червоная Диброва (Tscherwonaja Dibrowa) |